# Parque nacional de Sanjay
El parque nacional de Sanjay es un parque nacional de la India, situado en el distrito de Sidhi del estado de Madhya Pradesh. Forma parte de la reserva del tigre Sanjay-Dubri. El parque se extiende sobre una superficie de 466,7 km².

## Historia
La reserva de Sanjay formó parte de un Madhya Pradesh indiviso. Después de que Madhya Pradesh se dividiera en 2000, una gran parte de lo que entonces era el parque nacional de Sanjay pasó a Chhattisgarh. El gobierno de Chhattisgarh rebautizó esta zona forestal, con una superficie de 1.440 km² que caía bajo su jurisdicción, como el parque nacional de Guru Ghasidas.

## Flora y fauna
El parque nacional está compuesto por bosques de sal o sala.
En este parque nacional se encuentran ejemplares de tigre, leopardo, chital, sambar, jabalí, nilgó, chinkara o gacela india, civeta, puercoespín, varano y trescientas nueve especies de avess. Entre los pájaros más atractivos que se pueden avistar en este parque nacional están oropéndola encapuchada, drongo de raquetas grande, urraca vagabunda, marabú menor, buitre cabecirrojo, buitre negro, buitre dorsiblanco bengalí, alimoche común, caprimúlgidos y muchas otras especies.

## Reserva del tigre de Sanjay-Dubri
La reserva del tigre de Sanjay-Dubri comprende el parque nacional de Sanjay y el santuario de la vida salvaje de Dubri, que juntos se extienden por más de 831 km² y se encuentran en el distrito de Sidhi. Es bien conocida por su gran superficie y rica biodiversidad, con un bosque mixto de sal o sala y bambú. De acuerdo con un censo oficial de Madhya Pradesh que se llevó a cabo en el año 2004, el parque nacional tenía seis tigres, pero no se vio ningún tigre allí entre octubre de 2008 y mayo de 2009. Tanto la reserva del tigre de Sanjay-Dubri como el parque nacional de Guru Ghasidas compartían cinco tigres en 2010.